# کومودو اینترنت سکیوریتی
کومودو اینترنت سکیوریتی محصولی از شرکت کومودوگروپ می‌باشد. این نرم‌افزار اولین بار در اکتبر ۲۰۰۸ ارائه‌شد و دارای نسخه‌های رایگان و پولی می‌باشد. از دیدگاه مجله PC World این نرم‌افزار در شناسایی بدافزارها کمی ضعیف تر از غول‌هایی مانند اویرا یا کسپراسکی عمل می‌کند و میزان خطای شناسایی فایلهای سالم بجای بدافزارها در آن کمی بالا است؛ که در نسخه‌های جدید عملکرد آن بهبود یافته‌است.
البته لازم به یادآوریست که نسبت به ضدبدافزارهای رایگان از جایگاه ویژه‌ای با امکانات زیادی برخوردار است.و با نگاهی منصفانه یکی از بهترین ضدبدافزارهای رایگان است. 

## ویژگی‌ها
برخی از ویژگی‌های این نرم‌افزار به شرح زیر است:
1-Default Deny Protection که فقط به برنامه‌ها و فایلهای مورد اطمینان اجازه دسترسی جهت کاربری در رایانه را می‌دهد.
2-Prevention-based protection دیوار آتش و ضدویروس به صورت ترکیبی باهم مانع ورود ویروسها و بدافزارها به رایانه می‌شوند.
3-Personalized protection alerts دیوار آتش تنظیمات مربوط به دسترسی نرم‌افزارها را به آسانی و پیغامهای امنیتی مربوط به آن‌ها را مطابق خواسته‌های کاربرانجام می‌دهد.
4-Real-time access to updated virus definitions بروزرسانی خودکار و بلادرنگ بخش شناسایی ویروسها
5-One-click virus scanning اسکن‌کردن سیستم تنها با یک کلیک
6-Uncluttered, user-friendly interface رابط کاربری ساده و کاربرپسند
7-auto sandbox
8-HIPS حفاظت پیشرفته
9-virtual desktop دسکتاپ مجازی